# Chata na Grúni
Chata na Grúni je horská chata pod vrcholem Poludňový grúň v Kriváňské Malé Fatře v nadmořské výšce 970 m na křižovatce turistických tras. Na chatě je možnost ubytování a stravování. Zařízení s celoročním provozem má kapacitu 40 lůžek. V blízkosti chaty se nachází dva lyžařské vleky.

## Přístup
- Po  značce od stanice sedačkové lanovky při chatě Vrátna
- Po  značce z osady Štefanová